# Jean Nicolas Radziwiłł
Jan Mikołaj Radziwiłł (17 mai 1681–20 janvier 1729) (en lituanien: Jonas Mikalojus Radvila, en polonais: Jan Mikołaj Radziwiłł), fils d'Dominik Mikołaj Radziwiłł et de Anna Marianna Połubienska, 6e ordynat de Kletsk, grand maître-d'hôtel de Lituanie

## Mariages et descendance
Il épouse Dorota Henryka Przebendowska, qui lui donne 3 enfants:
- Józef Albrecht
- Marcin Mikołaj
- Anna Małgorzata

## Sources
- Notices d'autorité :   - VIAF
  - Pologne
  - NUKAT

- (pl) Cet article est partiellement ou en totalité issu de l’article de Wikipédia en polonais intitulé « Jan Mikołaj Radziwiłł » (voir la liste des auteurs).